# Иршава
Иршава (на украински: Іршава; на руски: Иршава; на унгарски: Ilosva; на словашки: Iršava; на чешки: Iršava; на идиш: ארשעווע; на немски: Irschawa; на полски: Irszawa, на румънски: Iloșva) е град в Украйна, административен център на Иршавски район, Закарпатска област.
През 2010 година населението на града е 9153 души.